# Mohamed Chamoune
Mohamed Anoir Chamoune (né le 6 novembre 1994) est un footballeur international comorien évoluant au poste d'attaquant. Il évolue avec volcan club de moroni et la sélection des Comores.

## Biographie

### Carrière en club
Mohamed Chamoune joue avec l'US Zilimadjou ; champion des Comores 2020, il inscrit un but au tour préliminaire retour de la Ligue des champions de la CAF 2020-2021 contre le Jwaneng Galaxy.

### Carrière internationale
Mohamed Chamoune est appelé pour la première fois en sélection nationale comorienne pour le tour de qualification de la Coupe arabe de la FIFA 2021 contre la Palestine à Doha le 24 juin 2021. Il entre à la 86e minute de ce match où les Comoriens s'inclinent largement sur le score de 5 à 1, échouant donc à se qualifier pour la phase finale prévue à la fin de l'année,.